# 西湖畫派
西湖畫派指的是民國時代在杭州國立藝專（今中國美術學院）七位有師承關係的藝術家，分別是林風眠（1900－1991）、吳大羽（1903－1984）、方幹民（1906－1984）、赵春翔（1910－1991）、吳冠中（1919－2010）、朱德群（1920－2014）、趙無極（1921－2013）。

## 簡介
劉鉞在《左杭州右巴黎：西湖畫派六人集論》一書中首次將林風眠、吳大羽、方幹民、趙無極、朱德群和吳冠中六人作為一個畫派——西湖畫派分別為之立傳。劉鉞將此六人合而記之，立為畫派，一方面是鑑於他們六人之間的師承關係，但更多的是考慮他們在調和中西道路上的藝術觀念和創作實踐之間的呼應。
陳貺怡在《重看趙春翔—— 關於趙春翔的幾個提問》一文中寫道：趙春翔於1935至1939年間就讀杭州藝術學院，與趙無極、朱德群和吳冠中師出同門，並列林風眠、吳大羽、方幹民等首批留法中國畫家在杭州藝專執教時最得意的門生。
所以西湖畫派可增加至七人。
林風眠於1928年年創立國立西湖藝術學院（現為中國美術學院），任校長兼教授。在西湖藝專，方幹民曾擔任教務長及油畫系教授，吳大羽則任西畫系主任。
1935至1936年間，趙春翔、趙無極、朱德群和吳冠中進入國立西湖藝術學院就讀，師從吳大羽、方幹民和潘天壽等老師，並於1939-1943年間先後畢業。
1966年始，在文化大革命期間，林風眠、吳大羽、方幹民、吴冠中等四人都遭受了殘酷的對待，被抄家、批判。吳大羽寫給林文錚的信寫到：「吾人已入亂邦矣！惟忍與慎，庶足以應付之……阿波羅未曾巡遊地獄，爾我當代策並轡，放萬丈光」。
趙春翔定居在美國、趙無極、朱德群定居法國。他們三人則沒有受到文化大革命的影響，在各自的藝術道路上自由創作。
林風眠、吳大羽、方幹民、趙春翔、吳冠中、朱德群、趙無極等七人都在調和中西藝術的道路上作出了重要的貢獻。

## 展覽
1945年，林風眠、吳大羽、方幹民和趙無極舉辦並參加重慶「現代繪畫聯展」，展出作品83件，提倡「現代中國繪畫藝術與現代世界藝術合流」，其他參展者包括關良、丁衍庸、龐薰琴等人，多為杭州藝專教授。
1946年，林風眠、吳大羽、方幹民、朱德群和趙無極參加了重慶「獨立美展」，除原「現代繪畫聯展」成員外，另加入朱德群 、胡善餘、李可染等人。

## 評價
- 王承昊在《傳統之根——試論趙無極、 朱德群、 吳冠中的中國藝術精神》一文中寫到：「趙無極、朱德群、吳冠中......先後進入杭州國立藝專學習時，正值學校的鼎盛時期。校長林風眠以蔡元培「思想自由，兼容並包」的辦學宗旨廣納賢才，這裡既有像潘天壽這樣傳統功力深厚的國畫大師，也有像吳大羽、方幹民這樣深通西方現代繪畫藝理的著名畫家，這使得他們在校的學習能在一個容納中西、開闊視野的學術環境下，吸收中西文化的精髓......林風眠、潘天壽、吳大羽、方幹民等藝術教育的形式與思想更深深影響了當時的朱德群、 趙無極、吳冠中。探尋西方藝術之源成為三人共同的夢想。」[5]
- 莊華嶽先生回憶道，當年杭州藝專的教授中，林風眠、吳大羽、方幹民是最有才氣的三位，他們三人都是留學法國，林風眠與吳大羽多繼承了表現主義的藝術觀，而方幹民帶回的則是立體主義的。[4]
- 朱德群：「杭州藝專對中國現代藝術發展之貢獻與影響很大，這些應歸功於林風眠、吳大羽、潘天壽、方幹民等幾位老師的高識遠見，他們是杭州藝專的靈魂，也是中國現代藝術先驅。在他們領導教育下，造就了一些現代名畫家及理論家，如李可染、李霖燦、趙無極、吳冠中等等。他們自身不幸，沒有得到發展的好環境，但是他們確是中國現代藝術的播種人，獲得國人的尊敬與欽佩。」[6]
- 吳冠中：「中國創辦西方模式的美術學校了，教什麼樣的美術呢，見仁見智，於是展開了大論戰，我的中學時代，就經常在報紙上見到劉海粟和徐悲鴻的筆戰，幾乎成為一樁社會公案。我學藝於林風眠創辦的國立杭州藝專，林風眠對歐洲現代藝術採取開放、吸取的方針，但他是重視造型基礎訓練，學生必須經過三年預科嚴格的素描鍛鍊。與現實社會有著較大的隔膜，校內師生一位陶醉於現代藝術的研討，校圖書館裡莫奈（Monet）、塞尚（Cézanne）、梵高（Van Gogh）、高更（Gauguin）、馬諦斯（Matisse）、畢卡索（Picasso）……的畫冊永遠被學生搶越，這些為一般中國人全不知曉的洋畫家，卻落戶在西湖之濱的象牙塔裡，受到一群赤子之心的學生們的共鳴和崇拜。林風眠是校長，須掌舵，忙於校務，直接授課不多，西畫教授主要有蔡威廉、方幹民、李超士、法國畫家克羅多（Kelodow）等等，而威望最高的則是吳大羽，他是杭州藝專的旗幟，杭州藝專則是介紹西方現代藝術的旗幟，在現代中國美術史上做出了不可抹滅的功績。」[7]
- 劉鉞在《左杭州右巴黎：西湖畫派六人集論》[8]中道：
  - 「西湖畫派具有共同的理論基礎。林風眠、吳大羽與方幹民等人在巴黎留學時期接受了現代藝術，正是由於藝術上的共識促使他們走到一起，為著共同的目標 -- 復興中國藝術，調和中西藝術二奮鬥。共同的認識與共同的目標形成強大的凝聚力。林風眠和吳大羽的大師地位今天已經不再有人懷疑，方幹民在當時的影響也不小，所以西湖畫派有精神上的領袖。」。
  - 「杭州藝專創立的頭十年是該畫派醞釀形成的關鍵時期。在這十年裡，老師授學，學生受學，不但林、吳、方等人的藝術觀更加成熟系統，一批繼承現代藝術精神的青年也茁壯成長起來。抗戰戰爭爆發後，杭州藝專內遷並與北平藝專合併，他們受北平藝專以徐悲鴻為代表的寫實主義的排擠，境況大不如前。林風眠與吳大羽相繼被迫辭職，那批青年藝術家卻沒有停止他們的追求。抗戰勝利後，吳冠中與趙無極相繼赴法留學，朱德群最終由台灣轉赴巴黎。」
  - 「當我知道趙、朱兩人是法蘭西藝術院院士，而吳冠中是該院的通訊院士時，我心裡確實大吃一驚-- 他們都是杭州藝專走出來的學生，而且同時出現在我這本書的構思中。從生命個體的角度看，這是一種巧合，但這又不是一種巧合。我想，或者正是一個畫派內在的凝聚力與生命力，促使這三位杭州藝專的同窗在經歷近半個世紀之後，共同步進法蘭西藝術院的殿堂，獲得廣泛的世界聲譽。」

- 趙春翔：「同樣是動盪時代的中國藝術家，師出同門也同樣受到「融西貫中」意識形態的影響，可能也擁有同樣的才情與天分，趙春翔究竟為什麼際遇不如其他的同學們？有人認為是他喜歡用紙與墨，造成作品「涼薄」，無法與西方人氣勢宏偉、層次豐富而肌理厚實的油畫作品抗衡；有人認為他畫中的玄鳥、竹葉、魚、太極、同心圓等符號太刻意、太東方，不似趙無極或朱德群一樣，能將東方的精神與境界內化後以西方抽象繪畫的媒材與概念表現出來；有些人則認為他比起吳冠中，那些抽象的橫掃、潑灑、滴淋的痕跡又太過西方，所以是不中不西；有些人說他孤僻與不善自我推銷，以至於不受藝術體制青睞也沒有畫廊為他在市場上推廣，直到1990年才與香港藝倡畫廊簽訂經紀約，可惜1991年即因心臟病發作辭世。不論是畫風使然或個性使然，其實都需要更多的論據才能夠下定論；而所謂的東與西，何謂東、何謂西？其實也是非常棘手的定義問題。」[9]